# Jung Eui-jae
Jung Eui-jae (en hangul, 정의재; nacido el 5 de septiembre de 1990) es un actor, cantante y modelo surcoreano.

## Carrera
Sobre sus inicios, dice el propio Jung: «Cuando era joven, soñaba tanto con la música como con la actuación. Participé en un club de teatro como una actividad del club en la escuela, y estuve en una banda durante mucho tiempo. Comencé mi vida de aprendiz en CJ ENM primero, y tomé lecciones de actuación». Después  donde apareció en vídeos musicales (algunos rodados en Taiwán) y en un programa de telerrealidad para jóvenes actores masculinos coreanos. Debido al tiempo que dedicó a ser aprendiz, entró tarde en la universidad.
Jung, por tanto, se ha movido siempre entre la música y la actuación; debutó como cantante en 2016 con el sencillo 다른우연 («Otra coincidencia») y como actor, aparte de su aparición en vídeos musicales, lo hizo en 2017 con el cortometraje Lee Sang. Al año siguiente entró en el mundo de la televisión, con la serie web Miss Independent Ji Eun, así como en el del teatro musical (너에게 빛의 속도로 간다, 'Voy hacia ti a la velocidad de la luz'). Fue sobre todo Miss Independent Ji Eun la que dio a conocer al actor, gracias a que alcanzó una gran difusión, con más de diez millones de visitas en un mes.
En 2022 tuvo papeles como actor de reparto en las series Kill Heel y The King of Pigs. Su primer papel protagonista fue en la serie de 2023 The Real Has Come! como Kim Jun-ha, un experto en inversiones que es el padre biológico del bebé que espera su exnovia Yeon-doo.

## Filmografía

### Cine
| Año  | Título   | Papel     | Notas        | Ref.        |
| ---- | -------- | --------- | ------------ | ----------- |
| 2017 | Lee Sang | Jun-young | Cortometraje | [ 1 ] [ 9 ] |

### Series de televisión
| Año  | Título                              | Papel         | Canal     | Notas                     | Ref.         |
| ---- | ----------------------------------- | ------------- | --------- | ------------------------- | ------------ |
| 2018 | Miss Independent Ji Eun             | Park Woo-jin  | YouTube   | Serie web                 | [ 10 ]       |
| 2019 | Miss Independent Ji Eun 2           | Park Woo-jin  | YouTube   | Serie web                 | [ 3 ]        |
| 2019 | Flower Crew: Joseon Marriage Agency | Hyun          | jTBC      |                           | [ 11 ]       |
| 2020 | Get Revenge                         | Kim Hyun-sung | TV Chosun |                           | [ 12 ]       |
| 2022 | Kill Heel                           | Seo Joon-beom | tvN       |                           | [ 1 ] [ 13 ] |
| 2022 | The King of Pigs                    | Jin Hae-soo   | TVING     | Serie web                 | [ 4 ] [ 14 ] |
| 2022 | Curtain Call                        | Mu-jin        | KBS2      | Aparición especial, ep. 8 | [ 15 ]       |
| 2023 | The Real Has Come!                  | Kim Joon-ha   | KBS2      |                           | [ 6 ] [ 16 ] |

### Vídeos musicales
| Año  | Título           | Artista    | Dur. | Notas                                                          | Ref.          |
| ---- | ---------------- | ---------- | ---- | -------------------------------------------------------------- | ------------- |
| 2014 | Christmalo       | Seo Taiji  | 3:35 | Rodado en Taiwán; aparece como empleado de una tienda de vinos | [ 17 ]        |
| 2014 | LUV              | Apink      | 4:00 |                                                                | [ 18 ]        |
| 2015 | Mismatch         | Shin Bo-ra | 3:35 | Aparece como el enamorado de Shin Bo-ra                        | [ 18 ] [ 19 ] |
| 2015 | 有何不可 Why Not | Ella Chen  | 6:04 | Rodado en Taiwán; protagonista masculino                       | [ 18 ] [ 19 ] |

## Teatro musical
| Año  | Título                                 | Hangul                  | Papel          | Notas                  | Ref.   |
| ---- | -------------------------------------- | ----------------------- | -------------- | ---------------------- | ------ |
| 2018 | I'm Going To You At The Speed Of Light | 너에게 빛의 속도로 간다 | Lee Seung-yeop |                        | [ 20 ] |
| 2019 | Rimbaud                                | 랭보                    | Delaé          | 7-IX/1-XII, Yes24Stage | [ 21 ] |
| 2020 | Eyes of Dawn                           | 여명의 눈동자           | Kwon Dong-jin  |                        | [ 22 ] |

## Discografía
| Año  | Título              | Hangul   | Álbum          | Notas                   | Ref.         |
| ---- | ------------------- | -------- | -------------- | ----------------------- | ------------ |
| 2016 | «Otra coincidencia» | 다른우연 | Justice System | Primer sencillo lanzado | [ 1 ] [ 23 ] |